# Sun-Ken Rock
Sun-Ken Rock (jap. サンケンロック) ist eine Manga-Serie von Boichi, die zwischen 2006 und 2016 in Japan erschien. Sie ist in die Genres Comedy, Romantik, Action und Seinen einzuordnen und wurde in mehrere Sprachen übersetzt.

## Inhalt
Der Schüler Ken Kitano (北野堅) hat seine Eltern früh verloren – sie kamen bei einem Bandenkrieg zwischen Yakuza um. An der Schule ist er als Schläger bekannt, doch mehr als ein guter Kämpfer ist er nicht. Als seine Mitschülerin Yumi „Yumin“ Yoshizawa (吉沢祐美), in die er verliebt ist, nach Südkorea zieht, folgt er ihr. Sie will dort Polizistin werden und Ken will ihrem Vorbild folgen. Er weiß nicht, dass Yumins Familie zu den Yakuza gehört, die seine Eltern getötet haben, und dass sie nun weggegangen ist, um aus ihrem kriminellen Umfeld herauszukommen. In Korea angekommen kann Ken nicht Fuß fassen und wird wegen seiner Kampfkünste schließlich Anführer einer Straßengang. Diese wird unter seiner Führung, umbenannt in Sun-Ken Rock Gang, immer mächtiger. Doch vor Yumin verbirgt er diese Identität, nicht nur weil sie Polizistin ist, sondern auch, weil sie Gangs hasst.

## Veröffentlichung
Die Serie erschien in Japan zwischen 2006 und 2016 im Magazin Young King des Verlags Shōnen Gahōsha. Dieser brachte die Kapitel auch in bisher 25 Sammelbänden heraus.
Tokyopop veröffentlichte den Manga zwischen Mai 2015 und Mai 2017 in 13 Doppelbänden komplett auf Deutsch. Eine englische Übersetzung wurde von den Plattformen JManga, später von Crunchyroll zugänglich gemacht. Bei Doki-Doki erscheint eine französische und bei Tong Li Publishing in Taiwan eine chinesische Fassung. 
Zur Serie gibt es ein Artbook, das im August 2016 auch auf Deutsch erschien. 